# Bobrujsk

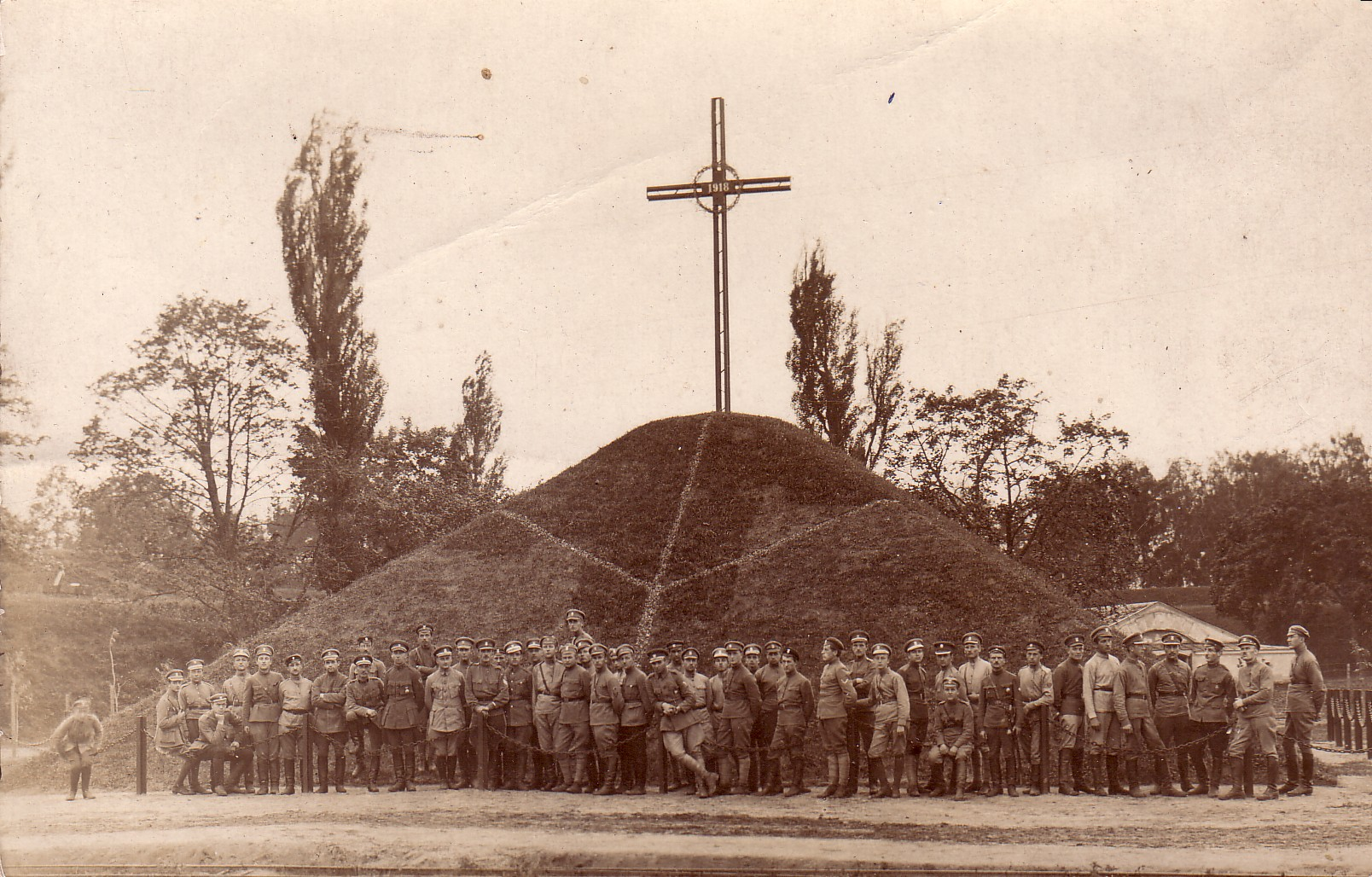
kopiec w Bobrujsku usypany przez żołnierzy I Korpusu Polskiego gen. Józefa Dowbora-Muśnickiego upamiętniający śmierć towarzyszy broni, 1918

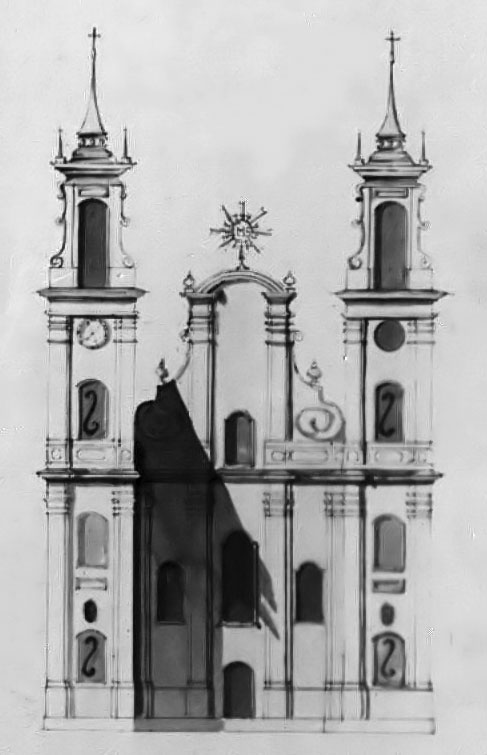
Kościół św. Piotra i Pawła (obecnie w ruinie)

Bobrujsk (biał. Бабруйск, Babrujsk; ros. Бобруйск) – miasto w środkowej części Białorusi, stolica rejonu bobrujskiego w obwodzie mohylewskim, około 130 km na południowy wschód od Mińska, nad Berezyną; 212,2 tys. mieszkańców (2020).
Miasto królewskie położone było w końcu XVIII wieku w starostwie niegrodowym bobrujskim w powiecie rzeczyckim województwa mińskiego.

## Dane ogólne
- Liczba ludności: 226 900 (2004)
- Gęstość zaludnienia: 3437,87/km²
- Powierzchnia: 66 km²
- Położenie geograficzne: 53°09′N 29°13′E
- Przemysł: drzewny, maszynowy i chemiczny (w tym gumowy – produkcja opon)
- Uzdrowisko balneologiczne

## Historia
Pierwsza wzmianka historyczna o Bobrujsku pochodzi z dokumentu króla Władysława Jagiełły z 1387 roku. Od połowy XIV wieku, znajduje się w Wielkim Księstwie Litewskim, następnie w granicach Rzeczypospolitej, a od 1793 w zaborze rosyjskim. W latach 1919–1991 miasto należało do Białoruskiej SRR, od 1991 jest częścią Białorusi.
W XVI w. powstał tu drewniany zamek – siedziba starosty królewskiego. W latach 1502–1503 oraz w latach 1603, 1603 zniszczony przez Tatarów. Od 1623 wojewoda parnawski i starosta bobrujski Piotr Stanisław Tryzna (zm. 1633) sprowadzał z posługą kapłańską jezuitów z Nieświeża, którzy przy jego dworze gdzie prowadzili działalność prozelityczną. Na prośbę syna Piotra, Kazimierza, starosta wybudował tu kościół jezuicki św. Piotra i Pawła (ok. 1615), a od 1630 roku powstała tu ich stała placówka. Pierwsze msze sprawowali księża: Jakub Rożnowolski, Rafał Kłosowski (późniejszy rektor kolegium w Nieświeżu przed 1660), Michał Kreczmar, Jan Pieńkowski (zm. 1633), Stefan Zaboklicki, zbiegowie ze Smoleńska; ks. Jakub Berent (późniejszy rektor w Wilnie w latach 1647–1652, zm. 1652) i Stanisław Olszewski, a w latach 1630–1633 mianowany przełożony, kaznodzieja i spowiednik – św. Andrzej Bobola oraz po nim przełożony Marcin Rydzewski. W 1626 roku miasto otaczał wał ziemny z drewnianym parkanem i pięcioma bramami. W 1639 roku Władysław IV nadał miastu prawo do jarmarków i potwierdził wcześniejsze przywileje. Starostwo bobrujskie przypadało w udziałach żonie Władysława IV Cecylii Renacie, która ustąpiła czynsz miejscowym jezuitom. W czasie panowania króla Władysława IV miasto liczyło 1880 domów.
W październiku 1648 Bobrujsk w czasie powstania Chmielnickiego został opanowany przez kozaków Poddubickiego, którzy utopili królewskiego starostę. Dopiero w początkach 1649 odbił go Janusz Radziwiłł każąc wbić na pal Poddubickiego. W 1651 roku zbudowany przez Bobolę kościół z klasztorem spalili kozacy podczas kolejnego najazdu. 14 marca 1651 r. Janusz Radziwiłł przybył do obozu pod Bobrujskiem, gdzie wyznaczył główny punkt koncentracji armii. W 1655 r. Bobrujsk spalili kozacy pod dowództwem Iwana Zołotarenki. Ponownie kozacy spalili miasto w 1665 roku. Wojny z Moskwą doprowadziły miasto do upadku i pod koniec XVII wieku było już w ruinie. W 1681 roku do Bobrujska ponownie wrócili jezuici, którzy otworzyli tu w tym samym roku szkołę, a od 1686 r. prowadzili przychodnię lekarską dla ludności. W 1708 roku miasto zostało poważnie zniszczone podczas wojny północnej. W 1738 roku Jezuici otworzyli aptekę.
Po II rozbiorze w 1793 roku miasto zostało wcielone do Rosji. W 1794 roku zostało na krótko wyzwolone przez pułkownika Stefana Grabowskiego. W 1810 roku na miejscu zamku wybudowano twierdzę, która w 1812 była bezskutecznie oblegana przez wojska napoleońskie.
W 1918 Bobrujsk był miejscem walk i koncentracji I Korpusu Polskiego pod dowództwem gen. Józefa Dowbora-Muśnickiego. W 1918 żołnierze gen. Józefa Dowbora-Muśnickiego usypali kopiec upamiętniający śmierć towarzyszy broni (fot.).
W sierpniu 1919 twierdza i miasto zostały zajęte przez Kombinowaną Dywizję Wielkopolską gen. Konarzewskiego m.in. z pomocą czołgów (po raz pierwszy użytych w tej wojnie). W okolicach miasta toczyły się walki z bolszewikami. W październiku 1919 wielkopolanie z 1. Dywizji Strzelców Wielkopolskich – 14 Wielkopolskiej Dywizji Piechoty rozbili radziecki kontratak, biorąc do niewoli 1500 jeńców. Wojsko Polskie w Bobrujsku pozostawało do lipca 1920 r.
Od czerwca 1941 do czerwca 1944 miasto znajdowało się pod okupacją niemiecką. Przez Armię Czerwoną zostało zdobyte 29 czerwca 1944. W latach 1941–1942 w twierdzy Niemcy urządzili obóz śmierci dla jeńców rosyjskich (zginęło ich ok. 40 tys.).
Podczas okupacji hitlerowskiej 30 lipca 1941 roku Niemcy utworzyli getto dla żydowskich mieszkańców. Przebywało w nim około 16000 osób. 30 grudnia 1941 roku Niemcy zlikwidowali getto, a Żydów zamordowali w getcie, na wojskowym lotnisku, oraz koło wsi Kamenka. Sprawcami zbrodni było: Einsatzkommando 8 (dowódca dr Bradfisch), oddziały Brygady Kawalerii SS, 316 batalion policji oraz kolaboracyjna białoruska policja.

## Bobrujsk w kulturze
Opis Bobrujska znalazł się w powieści Floriana Czarnyszewicza pt. Nadberezyńcy. Autor przedstawił miasto jako ważny ośrodek religijny Polaków z ziem zabranych, cel pielgrzymek i miejsce organizacji świąt katolickich, które zarazem były manifestacjami polskości. Wygląd opisał następująco:

Niemałym był miastem Bobrujsk i nieszpetnie się prezentował, zwłaszcza od strony rzeki. (…) Teraz już był miastem dużym, powiatowym, ale nie ustępował wielu gubernialnym. (…) Większą część miasta – jak zwykle na kresach – stanowiły budynki drewniane, jednak nie brakło już i pięknych wielopiętrowych kamienic. Były ulice eleganckie o mozaikowych chodnikach, dużych, wystawowych oknach. (…) Lwią część, jak zwykle, stanowili Żydzi, potem mieszkali Moskale najezdni, starowiercy i Białorusini tubylcy, Polacy, Tatarzy, Niemcy i po trochu wszelakiej innej narodowości. Były różne fabryki, urzędy, kilka szkół średnich ruskich (…) były cerkwie, (…) synagogi, chram starowierski, kirka i domy modlitwy innych wyznań. I kościół też był (…).

## Pomniki
- Pomnik ofiar represji – upamiętnia ofiary represji politycznych z czasów sowieckich. Znajduje się na placu Zwycięstwa. Zaprojektowany został przez Ihara Achmietczyna. Ma formę białego marmurowego kamienia, na którym znajduje się napis w języku rosyjskim: Bobrujczanam / – żertwam / nieobosnowannych / riepriessij (pol. Bobrujczanom – ofiarom nieuzasadnionych represji). Pomnik został wzniesiony 15 czerwca 1998 roku z inicjatywy bobrujskiego oddziału Białoruskiej Asocjacji Ofiar Prześladowań Politycznych i jego przewodniczącej Hanny Bakacz. Jego budowa została sfinansowana ze środków administracji miejskiej Bobrujska. Pierwotnie ku czci ofiar komunizmu planowano budowę w mieście dużego pomnika, jednak zmiany polityczne na Białorusi spowodowały, że projekt został uchylony, a zamiast niego ustawiono kamień pamiątkowy[9].

## Zabytki
- Kościół św. św. Piotra i Pawła (jezuicki) w stylu barokowym z lat 1732–1747, projekt Tomasz Żebrowski. Od 1773 roku parafialny. Przebudowany podczas budowy twierdzy i spalony w 1885 roku (obecnie w ruinie). Związany z posługą św. Andrzeja Boboli
- Kościół Niepokalanego Poczęcia NMP z około 1900 roku (pozbawiony wieży)
- Twierdza Bobrujsk z 1810 roku
- Synagoga w Bobrujsku
- Synagoga przy ul. Czanharskiej 10 w Bobrujsku
- Pałacyk Kancelsona w Bobrujsku
- cerkiew św. Jerzego z 1907[10].

niezachowane:
- Zamek starostów królewskich
- Kolegium i klasztor Jezuitów z 1747 roku. Mieściła się w nim m.in. bursa studencka i teatr (1760-68). Kompleks zabudowań obejmował stodoły, stajnie z wozowniami, browar i warsztaty stolarskie.
- Polski cmentarz wojskowy tzw. „Kopiec Dowborczyków” w pobliżu wewnętrznej strony dawnej Bramy Słuckiej Twierdzy w Bobrujsku. Pochowano przy nim w 1918 roku ok. 2 tys. żołnierzy I Korpusu Polskiego gen. Dowbór-Muśnickiego, a w 1919 roku żołnierzy 1 Dywizji Strzelców Wielkopolskich i 1 Pułku Ułanów Wielkopolskich.
- Cerkiew unicka

## Gospodarka
W mieście rozwinął się przemysł drzewny, maszynowy, chemiczny, spożywczy, lekki oraz materiałów budowlanych.

## Demografia
- 1861 – 15 766
- 1897 – 34 336
- 1939 – 84 107
- 1959 – 96 tys.
- 1965 – 116 tys.
- 1968 – 122,5 tys.
- 1970 – 136 tys.
- 1989 – 232 tys.
- 2004 – 226,9 tys.
- 2020 – 212,2 tys.

## Ludzie związani z Bobrujskiem
- Jazep Adamowicz – białoruski działacz polityczny
- Dzmitryj Alisiejka – białoruski piłkarz
- Tacciana Arciuszyna – białoruska lekarka i polityk
- Mikałaj Azbukin – białoruski geograf, krajoznawca i działacz narodowy
- Aleksander (Białozor) – białoruski biskup prawosławny
- Wiera Charuża – białoruska działaczka komunistyczna
- Florian Czarnyszewicz – polski prozaik, powieściopisarz
- Bronisław Herman-Iżycki herbu Gozdawa – polski działacz społeczny, wileński radny, członek i prezes Konsystorza Ewangelicko-Reformowanego w Wilnie
- Ignacy Hryniewiecki – polski konspirator i rewolucjonista
- Michaś Kukabaka – radziecki dysydent
- Ludwik Lichtarowicz – pułkownik dyplomowany Wojska Polskiego
- Andrej Michniewicz – białoruski lekkoatleta, kulomiot
- Wital Rymaszeuski – białoruski polityk
- Alaksandr Szpileuski – białoruski polityk
- Siamon Walfson – białoruski filozof
- Gary Vaynerchuk – amerykański przedsiębiorca, mówca i osobowość internetowa

## Zdjęcia Bobrujska

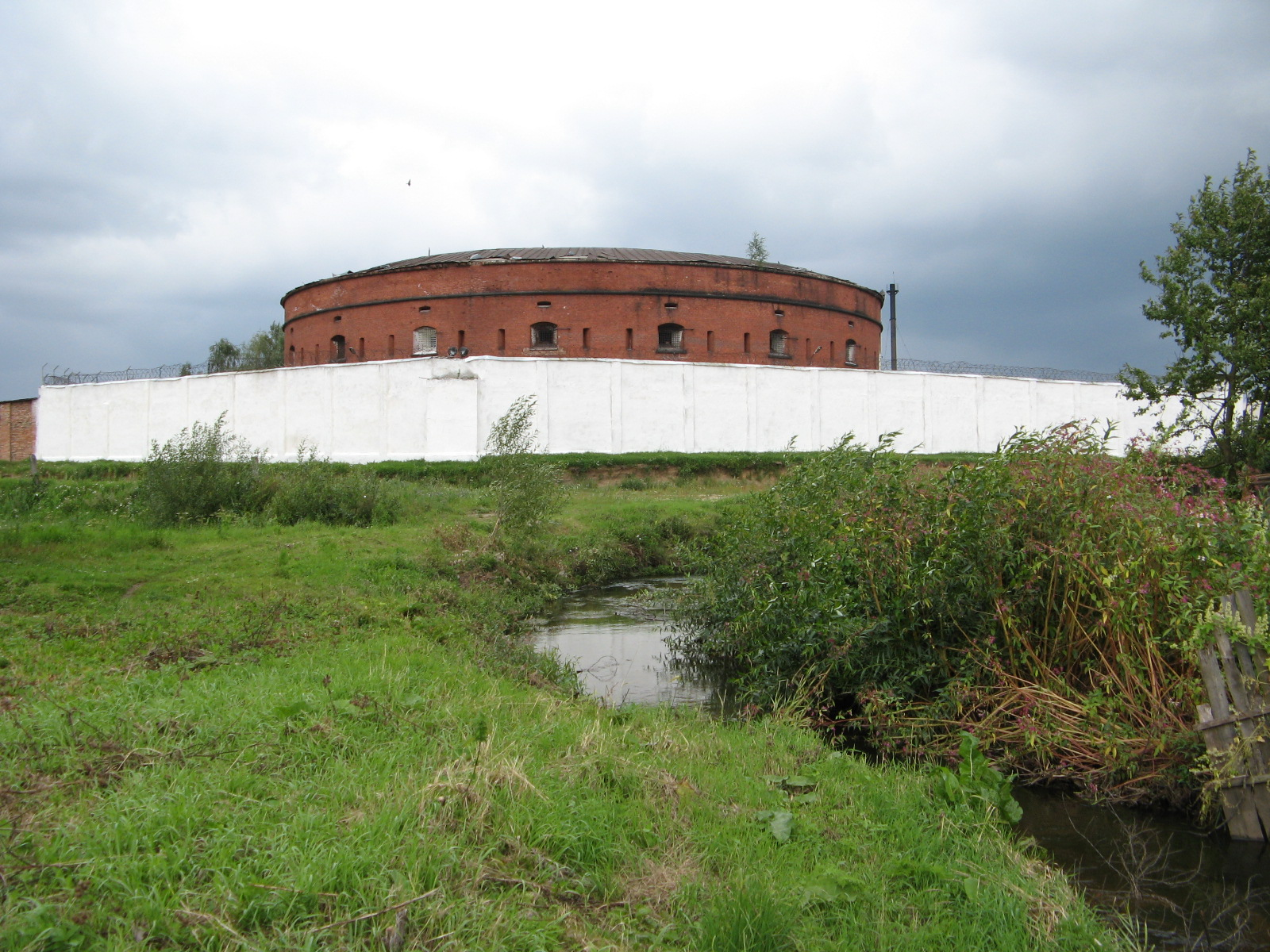
twierdza w Bobrujsku
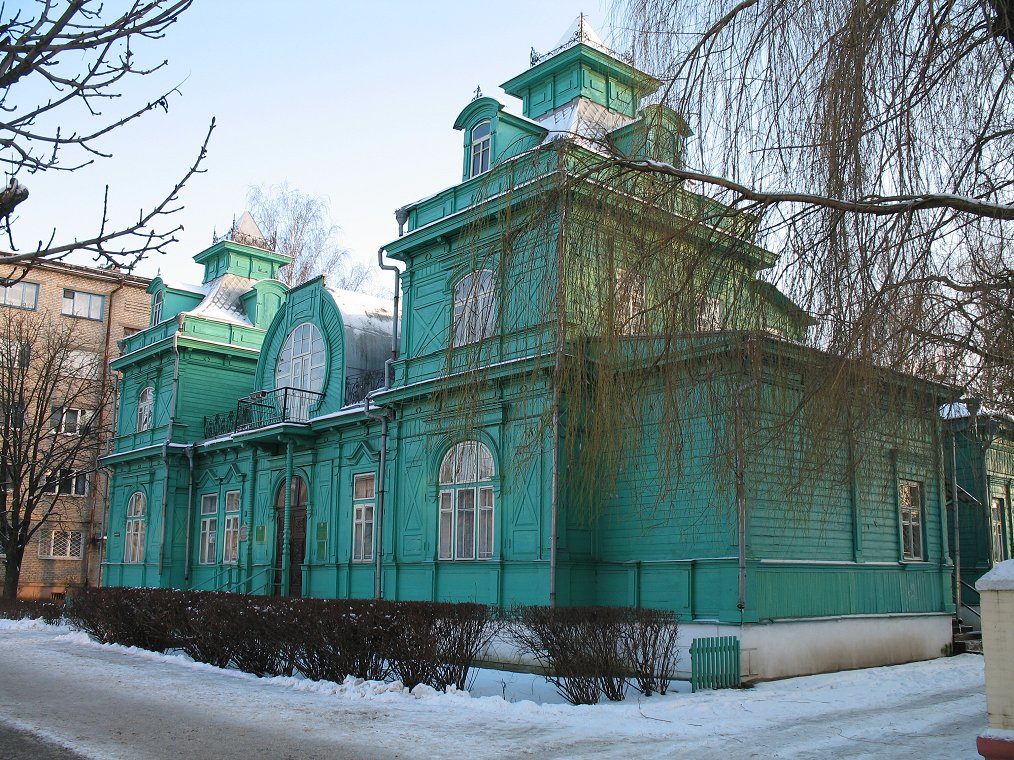
Pałacyk Kancelsohna
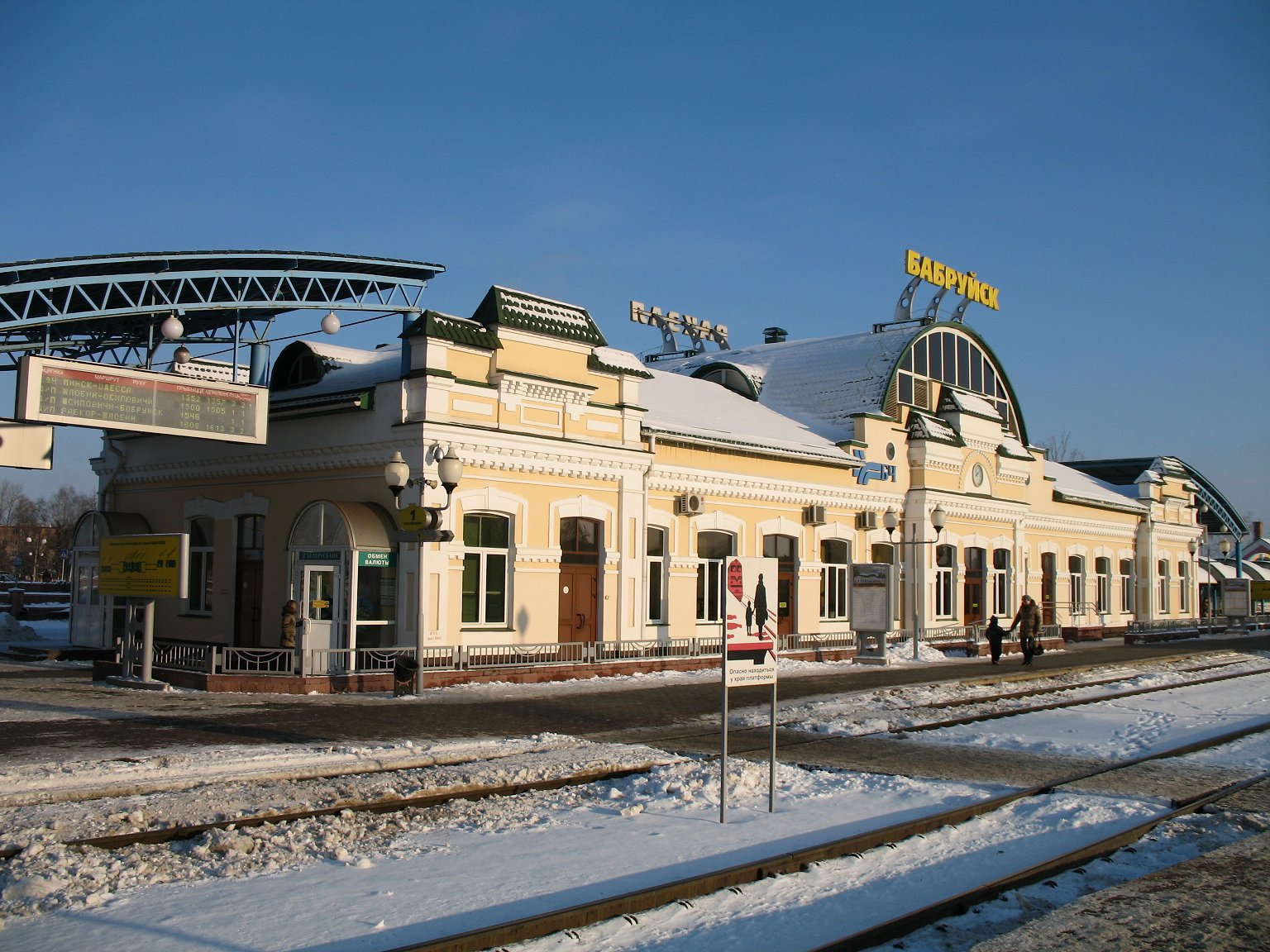
dworzec kolejowy
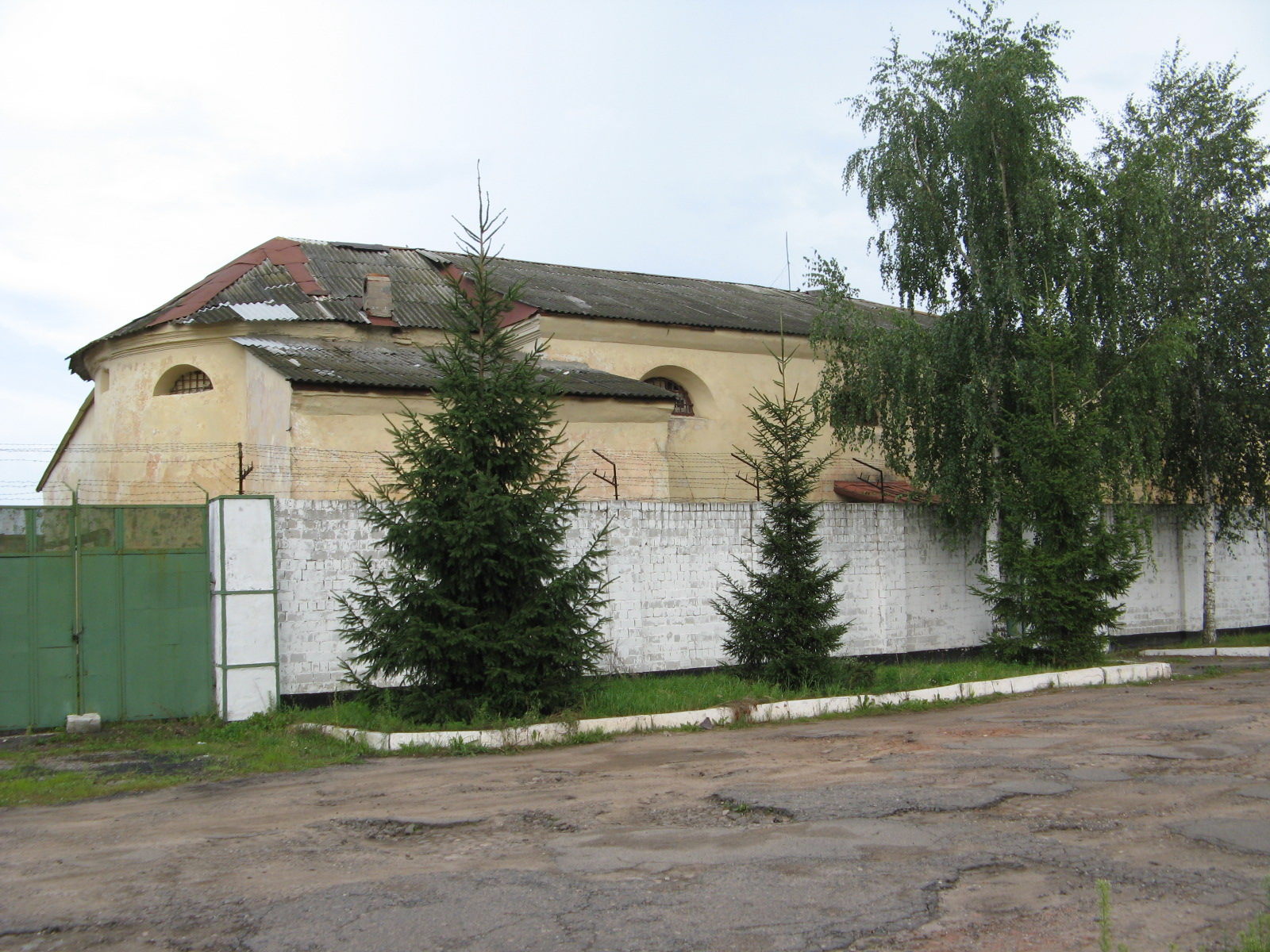
kościół św. Piotra i Pawła, stan 2007
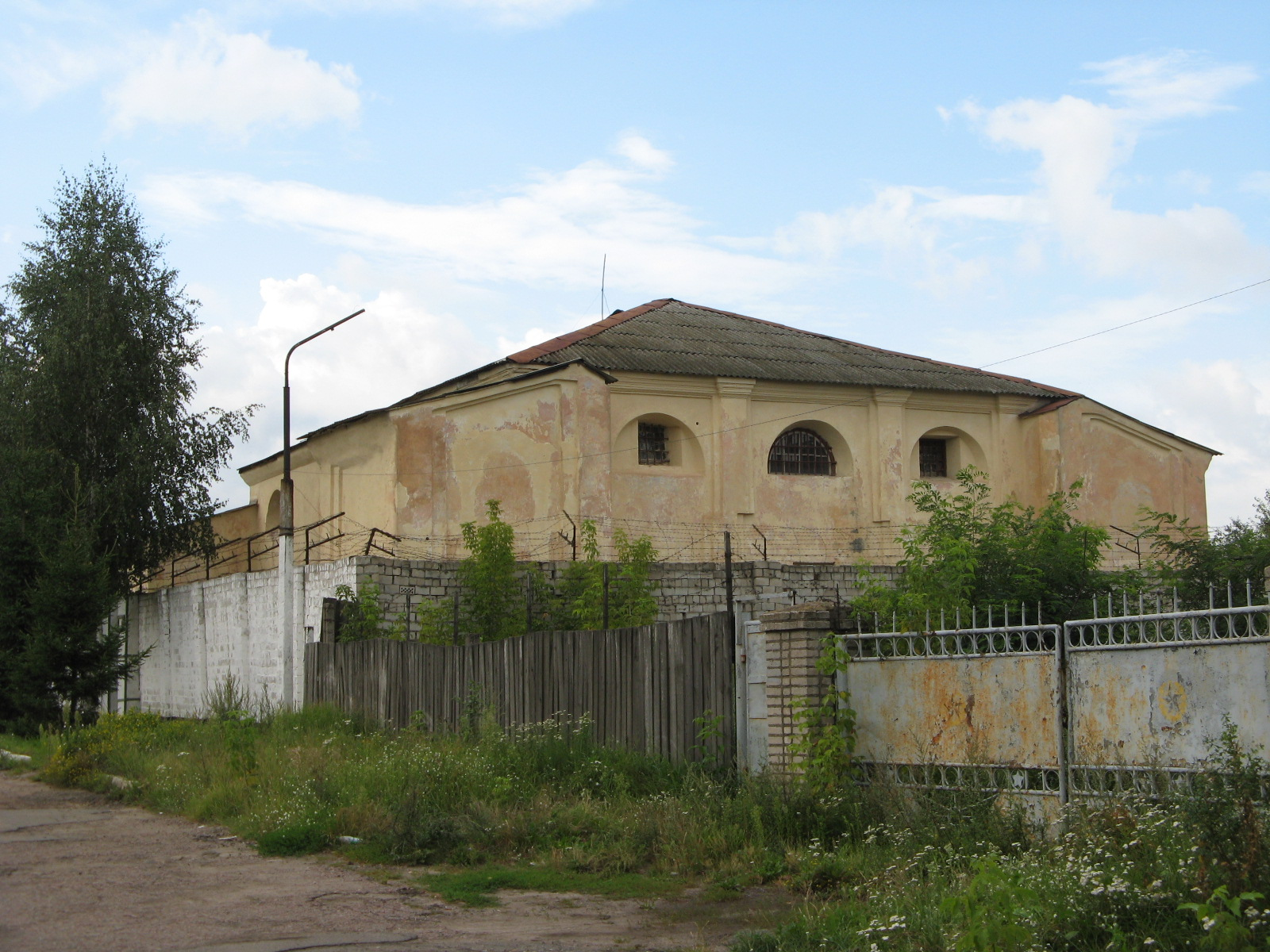
kościół św. Piotra i Pawła
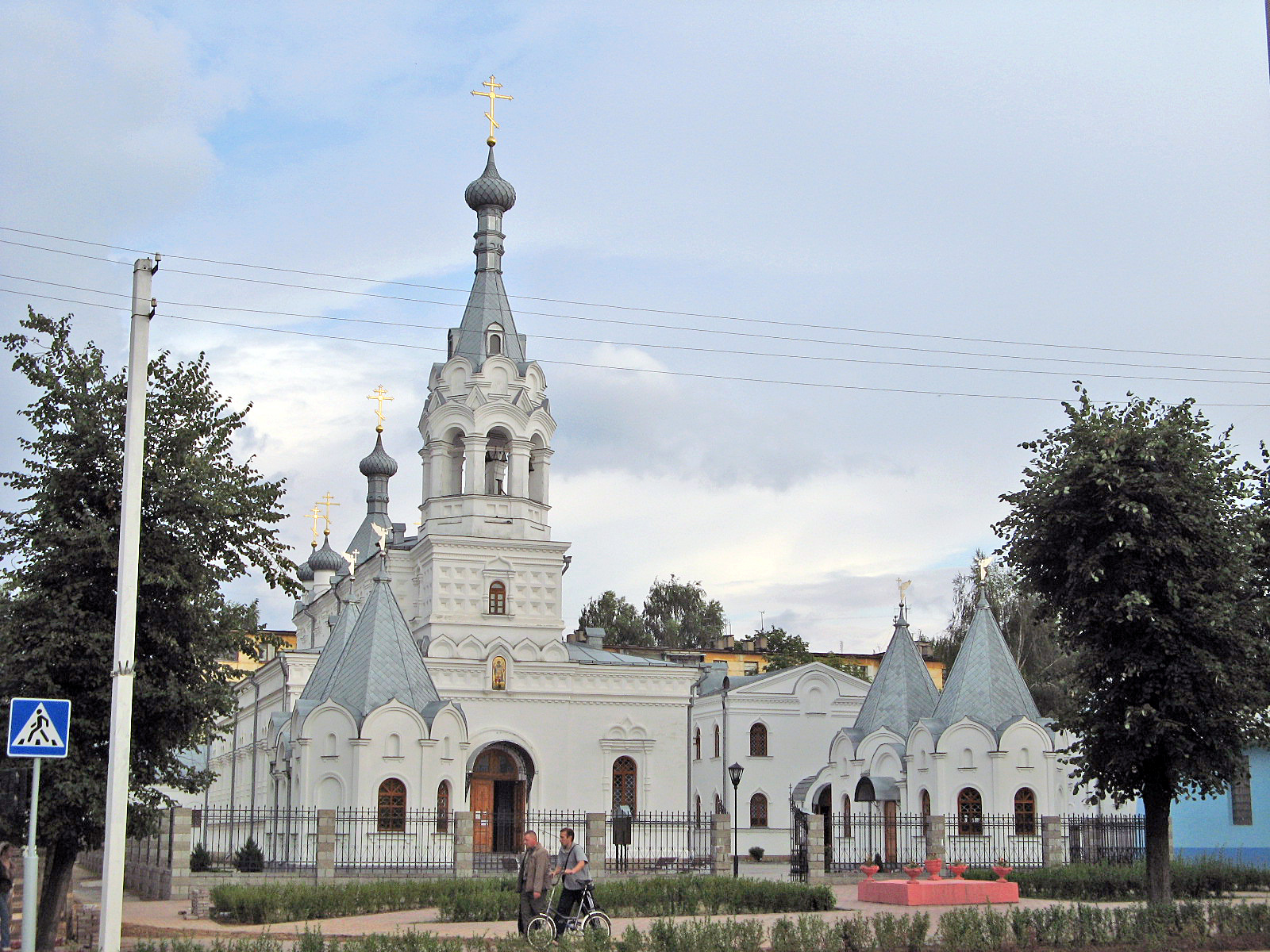
cerkiew św. Jerzego
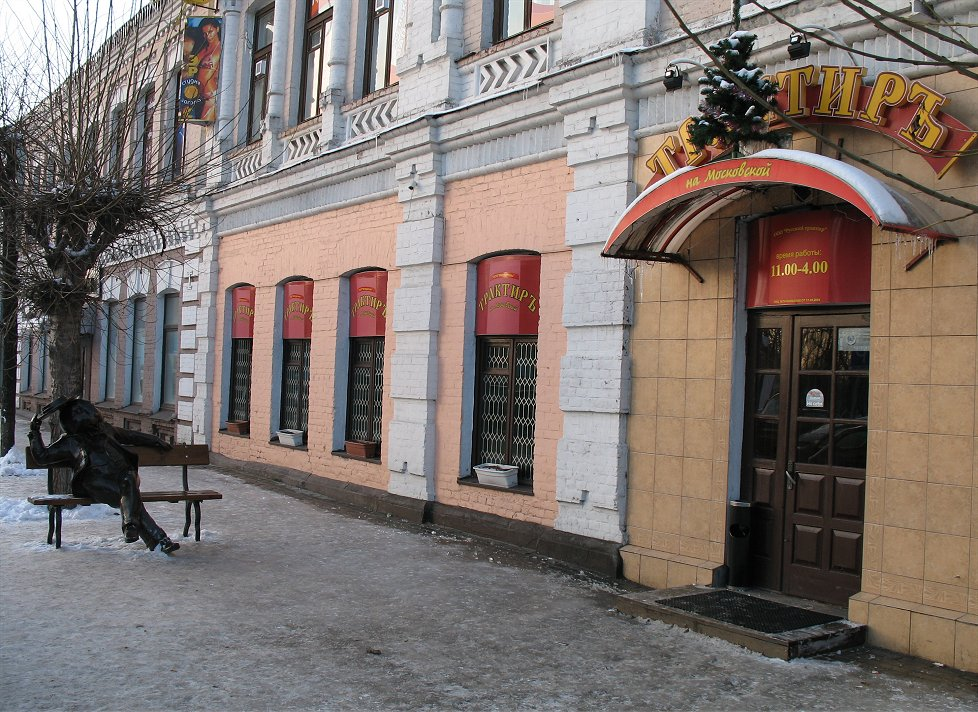
popularna restauracja Трактиръ (Traktir)
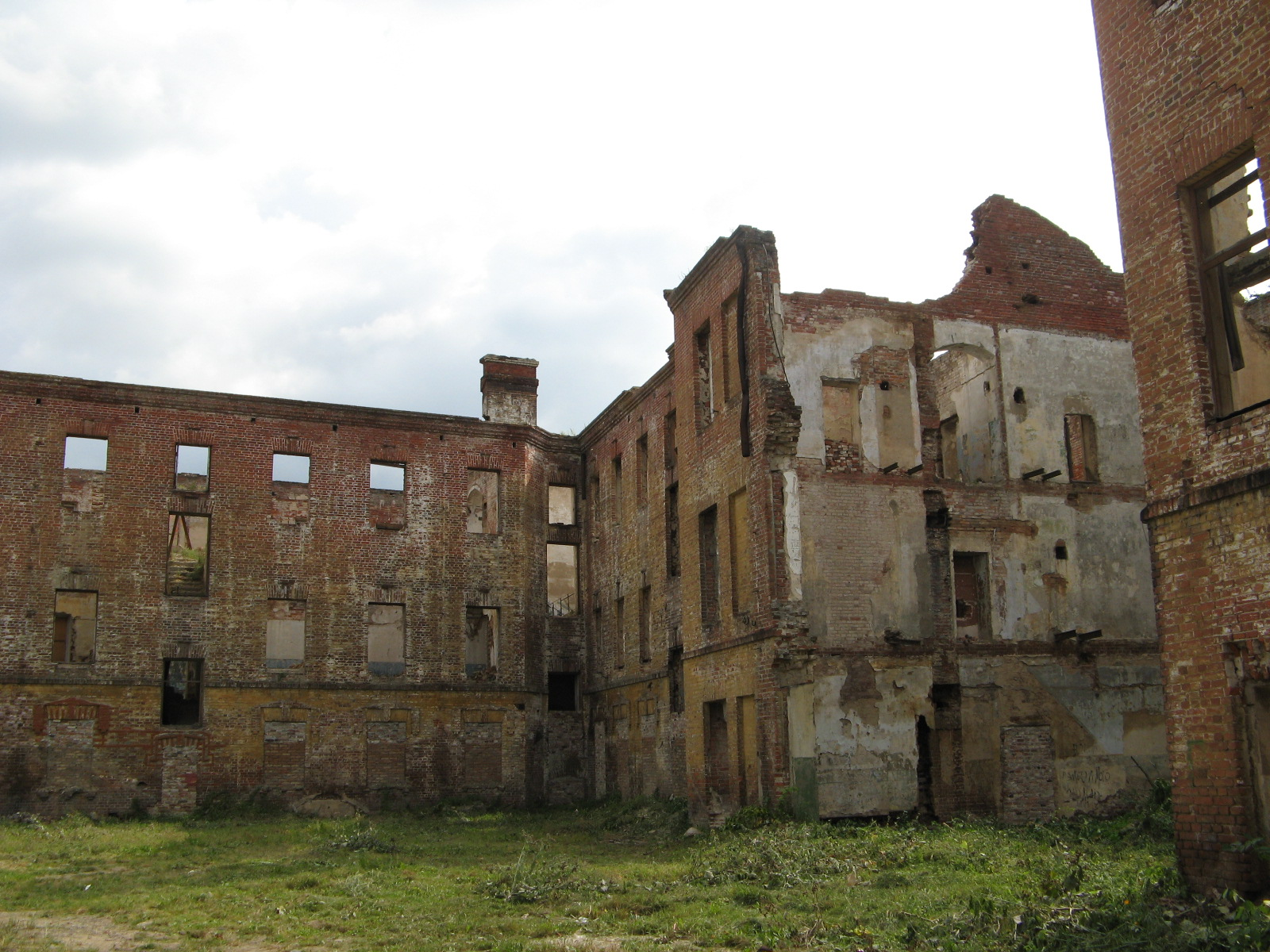
ruiny hotelu Europa
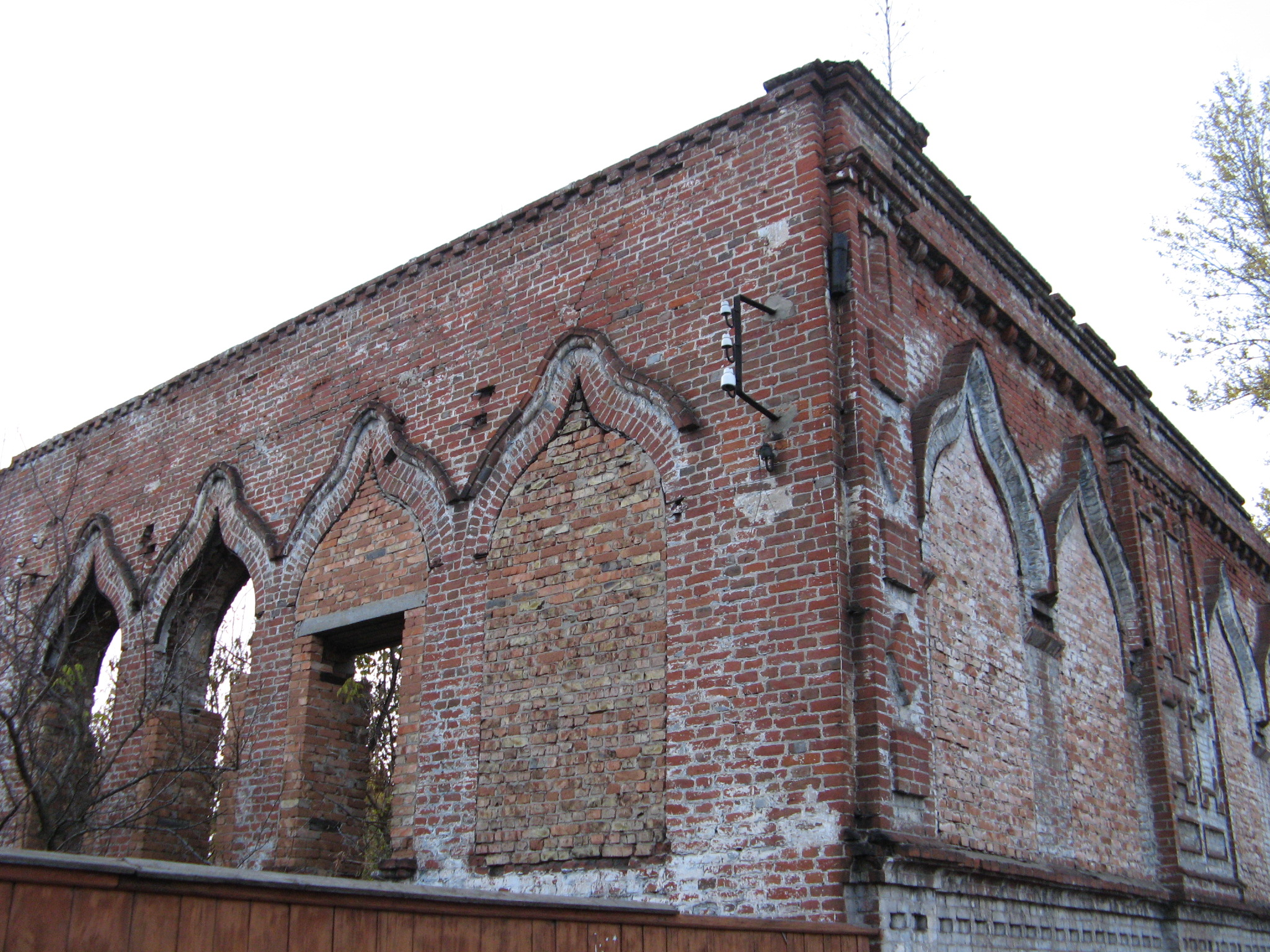
ruiny synagogi przy ul. Czanharskiej 10
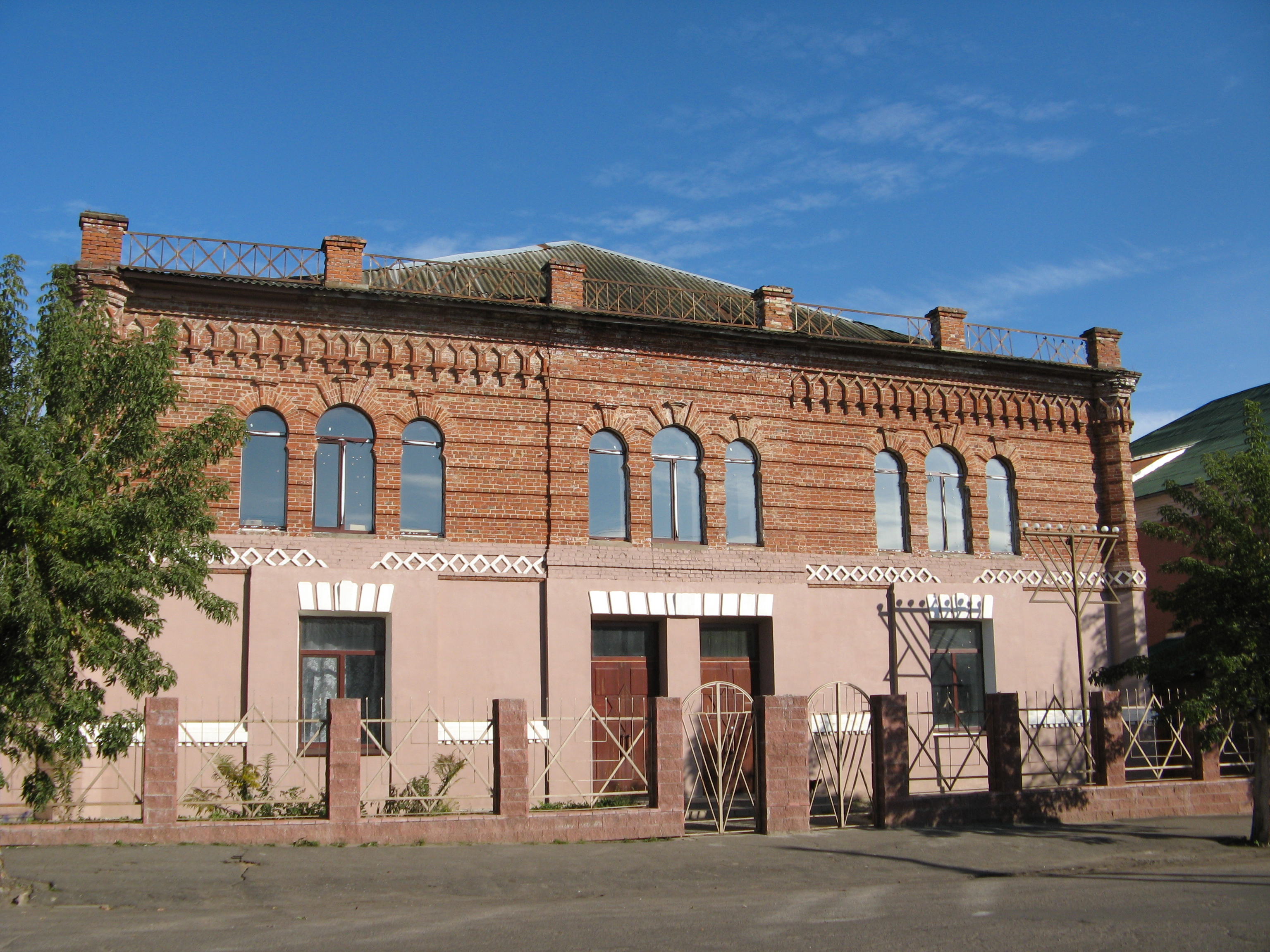
synagoga przy ul. Socjalistycznej 36
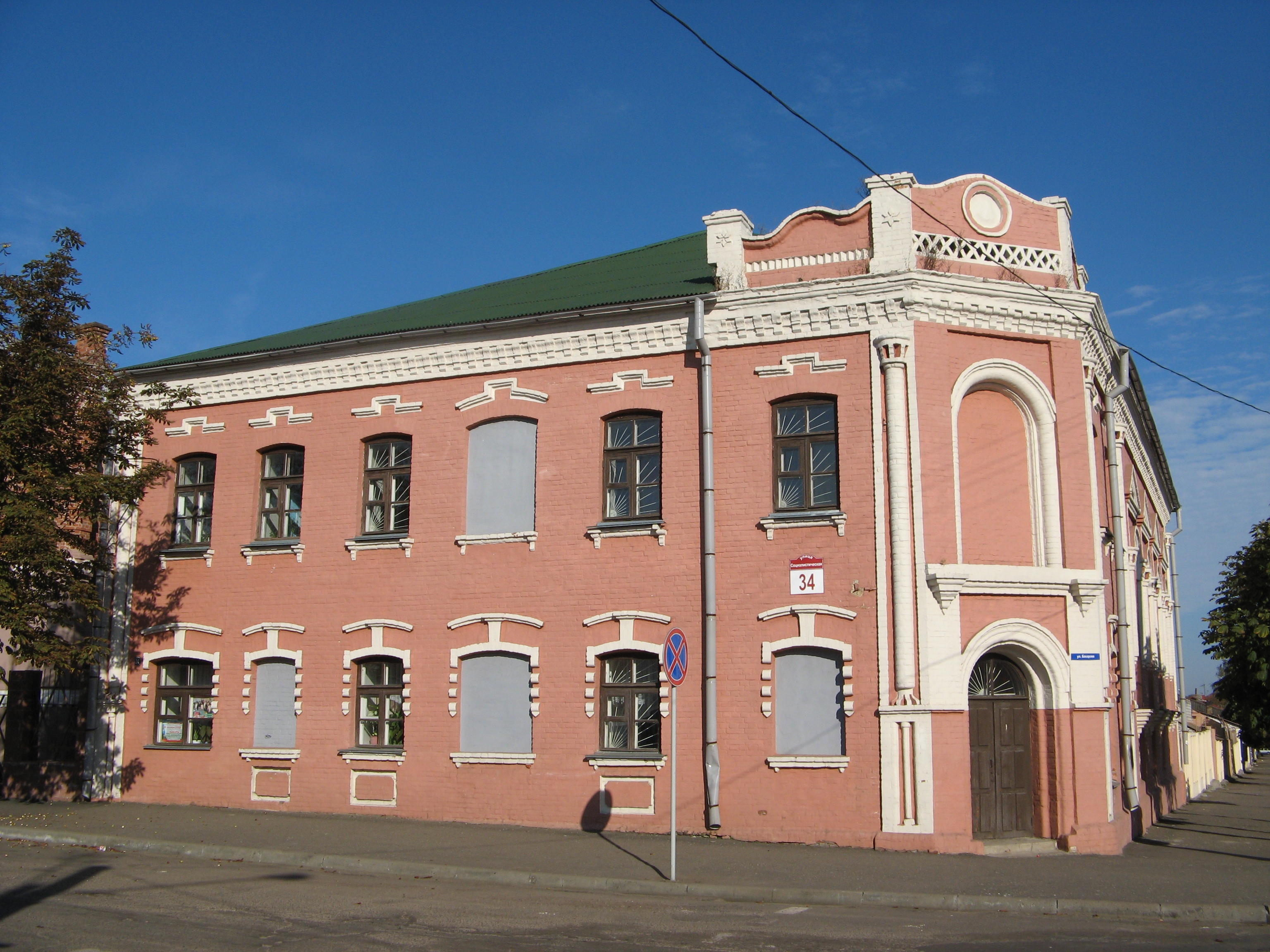
synagoga przy ul. Socjalistycznej 34
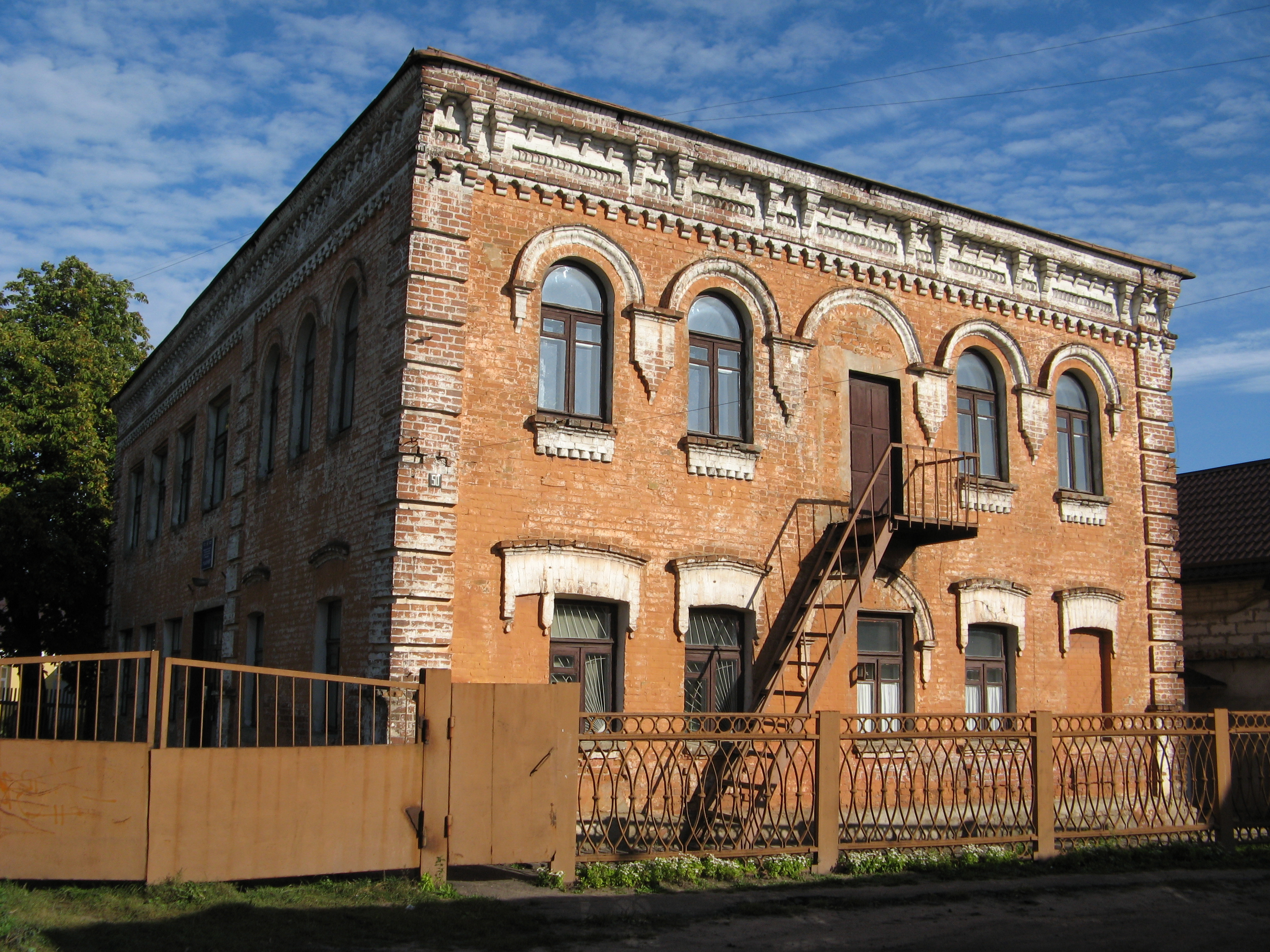
synagoga przy ul. Dzierżyńskiego

## Miasta partnerskie
- Włodzimierz, Rosja
- Naro-Fominsk, Rosja
- Dniepr, Ukraina
- Sewliewo, Bułgaria
- Anenii Noi, Mołdawia
- Öskemen, Kazachstan
- Púchov, Słowacja